# Galal Yafai
Galal Yafai (født 1992) er en britisk bokser, der konkurrerer i let fluevægtsdivisionen.
Han repræsenterede Storbritannien ved sommer-OL 2016 i Rio de Janeiro, hvor han blev elimineret i anden runde.
Ved sommer-OL 2020 i Tokyo, som blev afholdt i 2021, vandt han guld.